# Второе российское страховое от огня общество
Второе Российское страховое от огня общество (также Второе Российское страховое общество или (после 1900 года) Второе Российское страховое общество, учреждённое в 1835 году) — вторая в России акционерная (коммерческая) страховая компания. Уставный капитал (основной капитал) — 5 млн.рублей (ассигнациями), разделён на 20 тыс. именных акций. Единственный вид страхования — страхование от огня. Учреждено 6 (18) марта 1835 — дата подписания указа об учреждении Общества императором Николаем I. Упразднено (ликвидировано) в 1918 году вместе с остальными страховыми компаниями.

## История создания

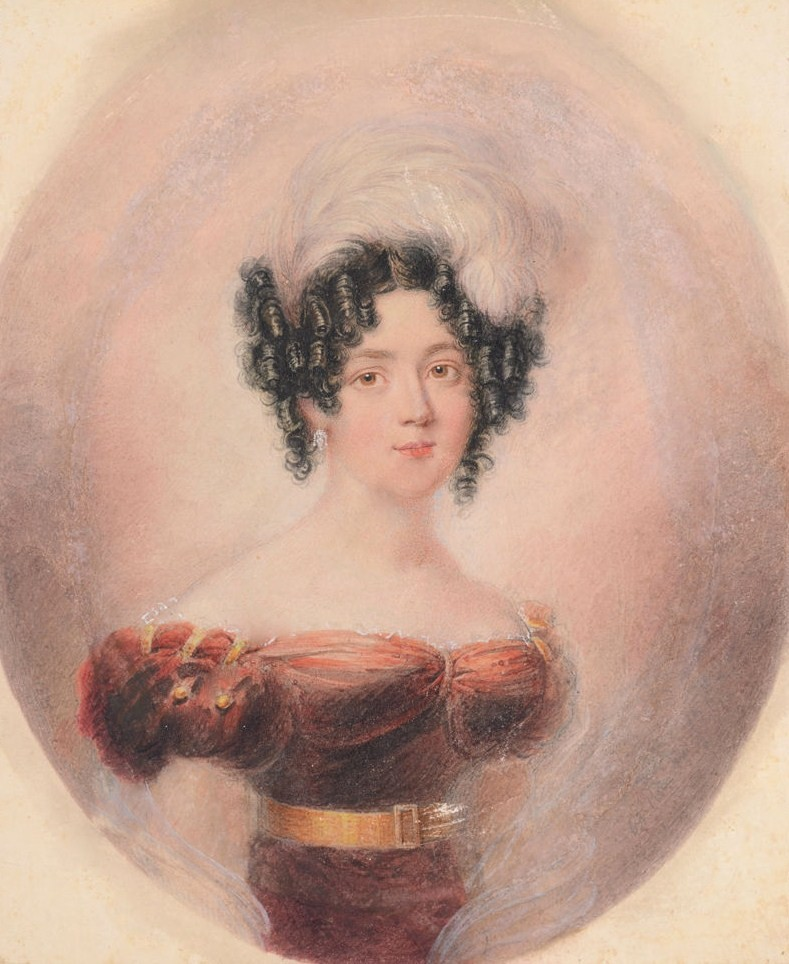
Мария Константиновна Булгакова, владелица первого страхового полиса Второго страхового общества, выпущенного в мае 1835 года

Созданное в 1827 году Первое российское страховое общество сразу стало весьма выгодным и успешным предприятием. Его дивиденды в первые годы работы доходили до 40-50 % годовых, рыночная стоимость акций выросла с 57 рублей 14 копеек в 1827 году до 600 рублей в 1850. Кроме того, территория его деятельности была ограничена при учреждении, а потребность в страховании строений от огня (особенно при оформлении кредитов под залог недвижимости) была высокой во всех губерниях Российской Империи. Поэтому быстро возникла идея учреждения ещё одного аналогичного общества, наделённого, как и Первое, привилегиями и льготами, обеспечивающими ему гарантированную прибыльность. Основным инициатором создания Второго Российского страхового от огня общества стал граф А. Х. Бенкендорф, шеф жандармов и Главный начальник Третьего отделения, другими учредителями стали Н. М. Лонгинов (сенатор, статс-секретарь, член Государственного Совета), А. З. Хитрово (член Государственного Совета, Государственный контролёр России), К. Я. Булгаков (управляющий Почтовым департаментом), А. А. Фонтон (член Совета Министерства иностранных дел).
Первая подписка на акции прошла уже в апреле 1833 года, в ней приняли участие 170 человек, самыми крупными подписчиками стали владельцы иностранных купеческих домов. Максимальный размер разовой подписки составил 200 акций по 250 руб ассигнациями каждая, на такую сумму подписалось 5 человек, среди которых был и основатель Первого Российского страхового общества барон Людвиг Штиглиц. Разработкой устава занимался служивший по почтовому ведомству коллежский советник Ф. Д. Серапин. Он взял за образец устав Первого общества, который был практически — за исключением незначительных технических деталей — просто скопирован. 24 июля (5 августа) 1833 года проект устава общества был представлен на Высочайшее утверждение императору Николаю I. 12 (24) октября 1834 года министр внутренних дел Д. М. Блудов официально уведомил графа Бенкендорфа о согласии предоставить новому Обществу монопольное право на проведение операций огневого страхования в 40 губерниях, оставшихся вне сферы деятельности Первого страхового общества (в европейской части Российской Империи — до Урала и Кавказа и за вычетом территорий Царства Польского и Великого княжествя Финляндского). Однако при этом Высочайшее повеление определяло порядок распределения акций, отличавшийся от зафиксированного в первоначальной редакции устава Общества, тем самым аннулировав результаты уже проведённой в апреле 1833 года подписки. Было предложено определить для каждой из 40 выделенных Обществу губерний некоторую одинаковую квоту акций (250 штук), а те акции, которые останутся в течение полугода не выбранными в рамках этих квот, дораспределить в Петербурге. Учредители согласились с новым порядком распределения акций и 6 (18) марта 1835 года общество «удостоилось Высочайшего утверждения».

## Владение и управление

### Распределение акций
Устав нового Общества предполагал распределение всех акций (20 000, номинал 250 ассигнационных рублей) в течение полугода. Количество акций, находящихся в одних руках, не должно было превышать 50 штук. 10 000 акций были разосланы для продажи губернаторам 40 выделенных Обществу для страхования губерний, ещё 10 000 акций распределялись в столице. При этом для половины всех «столичных» акций вводилась особая схема распространения — они поступали не в свободную продажу, а направлялись для распределения руководителям важнейших министерств и крупнейшим сановникам (впрочем, собранные за акции средства и из ведомств, и из губерний поступали, в итоге, на счета Общества).
|  | Для большего удовлетворения публики акциями и вместе для отвращения тесноты при раздаче оных отослать в распоряжение: Министра Императорского Двора.......................................500 акций Государственного Секретаря..............................................500 ---”--- Министра Юстиции..............................................................500 ---”--- Военного Министра.............................................................600 ---”--- Морского Министра.............................................................300 ---”--- Гвардейского Корпуса.........................................................400 ---”--- Военного Генерал Губернатора..........................................400 ---”--- Губернского Предводителя Дворянства............................600 ---”--- Городской Думы для купечества.....................................1,000 ---”--- и предоставить Управляющему делами Общества раздать............................................................................200 ---”--- Всего...5,000 акцийИз решения второго заседания учредителей,20 марта (1 апреля) 1835 года |

Выбранная схема размещения акций и ограничение на размер их пакета в одних руках привели к очень большой дробности капитала. Так, через 50 лет после начала деятельности Общества, в феврале 1885 года, у общества было 782 акционера, из них 417 владели пакетами менее чем из 10 акций и не имели права голоса.
9 (21) февраля 1857 общее собрание акционеров утвердило конвертацию уставного капитала Общества из 5 млн руб ассигнациями в 1,5 млн руб серебром, вместо прежних 20 тыс. акций по 250 руб ассигнациями было решено выпустить 10 тыс. акций по 150 руб серебром.
В 1913 году акционерный капитал вырос до 2,25 млн руб и был поделён уже на 15 тыс. акций по 150 руб.

### Органы управления
Высшим органом управления Общества было Общее собрание акционеров, которое созывалось раз в год или в особых ситуациях. Постоянным органом управления было правление, его члены назывались директорами.
Первое правление было образовано из состава учредителей общества, в него вошли:
1. А. Х. Бенкендорф (председатель правления),
2. Н. М. Лонгинов,
3. А. З. Хитрово,
4. К. Я. Булгаков,
5. А. А. Фонтон.

На первом собрании акционеров им в помощь были выбраны ещё три директора и первые два года в правлении состояло 8 членов, однако в
1837 году в правление было снова выбрано 5 членов и далее это число уже не менялось.
| Председатели правления Второго страхового общества, по годам | Председатели правления Второго страхового общества, по годам |
| Председатель правления                                       | Период                                                       |
| ------------------------------------------------------------ | ------------------------------------------------------------ |
| А.Бенкендорф                                                 | 1835-1844                                                    |
| К.Ланц                                                       | 1844-1848                                                    |
| А.Веймарн                                                    | 1848-1880                                                    |
| И.Паллизен                                                   | 1880-1881                                                    |
| М.Дюгамель                                                   | 1881-н.д.                                                    |
| С.Савич                                                      | 1914                                                         |

В разные годы в правление Общества входили такие известные персоны, как А. И. Ноинский, А. П. Брюллов, Н. И. Пейкер, П. Ю. Сюзор, А. А. Книрим и другие.

## Льготы и привилегии
Первому страховому обществу при учреждении были дарованы права двадцатилетнего (до 1847 года) монопольного страхования городских строений от огня в С.-Петербургской, Московской, Эстляндской, Курляндской и Лифляндской губерниях Российской империи, а также в городе Одессе. Аналогичные же условия (монополия на 20 лет в тех губерниях, которые не попали в монопольный список для Первого общества) изначально запрашивались и учредителями Второго общества. Список губерний, в которых действовала монополия, им утвердили, однако её срок ограничили годом окончания монопольных привилегий Первого общества.
| Губернии Российской империи, в которых Второму страховому обществу обеспечивалась монополия на страхование от огня в 1835—1847 гг.: | Губернии Российской империи, в которых Второму страховому обществу обеспечивалась монополия на страхование от огня в 1835—1847 гг.: | Губернии Российской империи, в которых Второму страховому обществу обеспечивалась монополия на страхование от огня в 1835—1847 гг.: | Губернии Российской империи, в которых Второму страховому обществу обеспечивалась монополия на страхование от огня в 1835—1847 гг.: |
| --- | --- | --- | --- |
| Архангельская | Екатеринославская | Олонецкая | Симбирская |
| Астраханская | Казанская | Оренбургская | Слободско-Украинская |
| Виленская | Калужская | Орловская | Смоленская |
| Витебская | Киевская | Пензенская | Таврическая |
| Владимирская | Костромская | Пермская | Тамбовская |
| Вологодская | Курская | Подольская | Тверская |
| Волынская | Минская | Полтавская | Тульская |
| Воронежская | Могилёвская | Псковская | Херсонская |
| Вятская | Нижегородская | Рязанская | Черниговская |
| Гродненская | Новгородская | Саратовская | Ярославская |

В 1837—1841 гг., после отказа от планов создания Третьего страхового общества, Второму страховому обществу были дополнительно переданы не распределённые ранее для монопольного огневого страхования губернии Сибири и Грузии, а также земли Войска Донского.
На льготный период Второе общество (как и Первое) освобождалось от уплаты всех налогов и должно было платить в казну только страховую пошлину в размере 25 копеек с каждой тысячи рублей страховых сумм.
Кроме того, участие в учредителях начальника почты всей империи К. Я. Булгакова позволило Второму обществу получить ещё одну привилегию, которой Первое общество было лишено — ему было разрешено нанимать в качестве своих представителей-агентов в городах и уездах местных почтмейстеров, что позволяло экономить очень значительные средства и гарантировало доступ к широкому кругу потенциальных страхователей, а также обеспечивало оперативную доставку денег и корреспонденции. В результате в 1846 году, перед самым окончанием срока действия монополии, из 194 страховых агентов Второго общества 114 (то есть более половины) были почтмейстерами. Нанятые, по решению правления общества от 11 (23) мая 1835, за комиссию в 5 % от собранных страховых премий работники почты обеспечили также сверхбыстрое (для того времени — при полном отсутствии железных дорог) поступление денег от подписки на акции — первые средства за акции поступили в компанию 3 (15) апреля 1835, а к 30 апреля (12 мая) на её счета поступило уже 2,02 млн руб.

## Деятельность

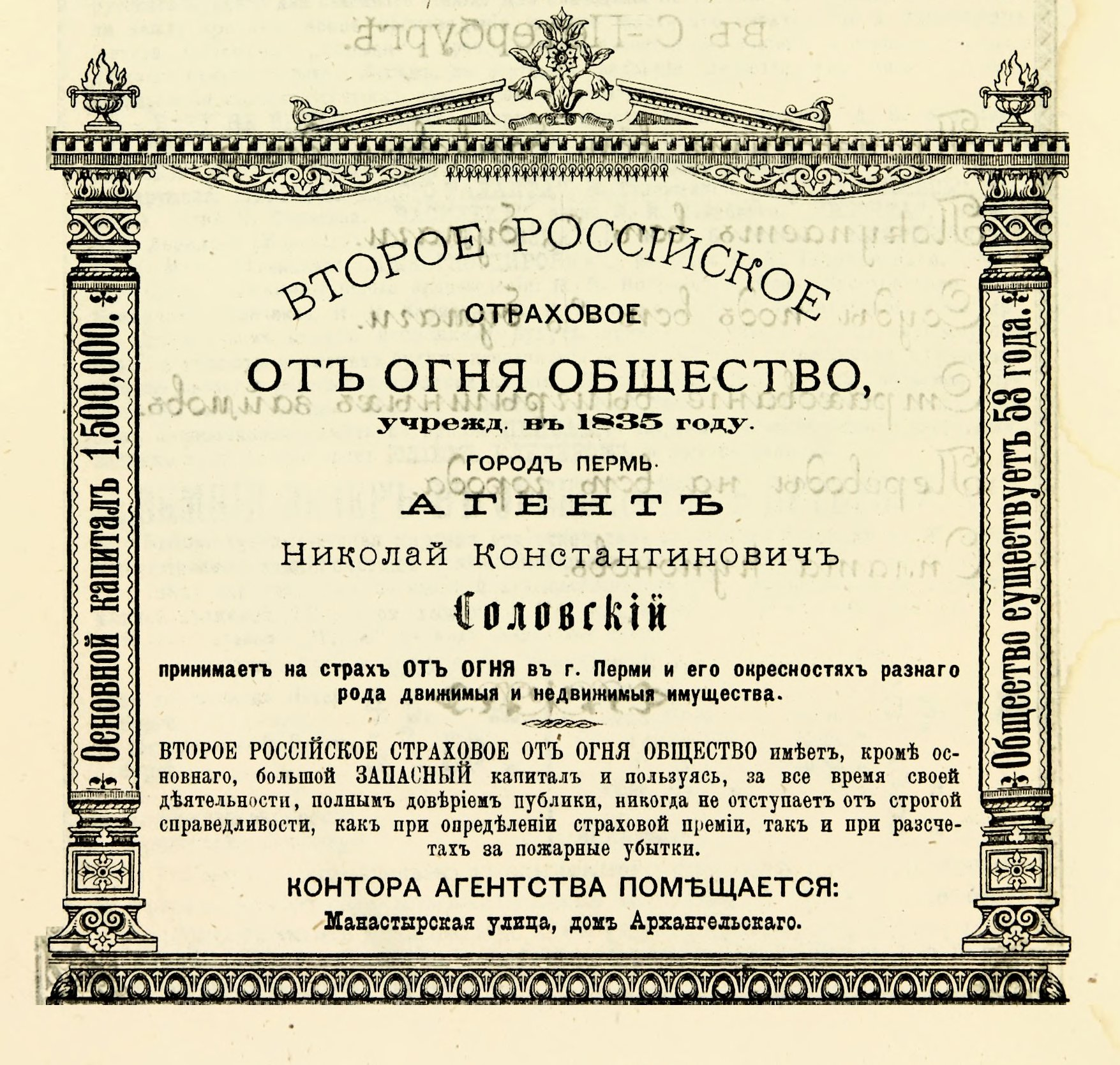
Реклама страхового агента Второго страхового от огня общества в Перми, 1888 год

Логотипом (гербом) общества стало изображение мифической птицы Феникс, слоганом (девизом) «От огня возрождаюсь».
Общество планировало начать работу с 1 (13) июля 1835, но из-за очень быстро проведённой подписки на акции первый страховой полис был выдан уже 1 мая (13 мая). Первым страхователем, по традиции, заведённой Н. С. Мордвиновым, стала жена одного из учредителей нового страхового общества — М.К.Булгакова.
С 1 (13) марта 1841 во всех расчётах и в отчётности «бумажные рубли» («рубли ассигнациями») были заменены серебряными рублями, а в 1857 году в серебряные рубли был конвертирован и уставный капитал.
Предоставленные Второму обществу льготы и привилегии не позволили ему, тем не менее, повторить успеха Первого страхового общества. При заметных различиях в условиях ведения страховой деятельности и при совершенно различных фондах недвижимости, при различной убыточности страхования страховой тариф для Второго общества был установлен ровно таким же, как и для Первого, что несколько раз приводило Второе общество к серьёзным кризисам.
Также разницу в результатах можно объяснить отсутствием диверсификации (Второе общество вплоть до своего закрытия так и занималось, практически, единственным видом страхования — от пожаров) и опыта деятельности в конкурентной среде (что стало особенно наглядным после того, как после 1861 года огневым страхованием начали активно заниматься земские общества взаимного страхования и многочисленные страховые компании), а также меньшей ёмкостью выделенного ему рынка (основная масса каменных строений, к тому же более дорогих, находилась в «уделе» Первого страхового). Кроме того, деревянные дома, которые составляли значимую долю застрахованной Вторым обществом недвижимости, горели чаще и обычно не подлежали восстановлению после пожаров, что повышало убыточность страховых операций с таким фондом.
По сборам страховых премий (только в страховании от огня) в 1896 году Второе общество отставало от Первого более чем вдвое, собрав 3,5 млн рублей против 8,1 у лидера-конкурента.
Выплачиваемые им годовые дивиденды за первые 12 лет работы (то есть в период действия монополии и иных привилегий и льгот) в среднем составляли около 7 %, при этом три года из этих первых лет компания работала с убытком и дивидендов вообще не выплачивалось.
Второе страховое общество очень неохотно выплачивало страховое возмещение за имущество, сгоревшее в результате поджогов, которые нередко случались в ходе бунтов и народных волнений (в том числе и ссылаясь на обстоятельства форс-мажора).

### Результаты и показатели
Несмотря на то, что отдельные годы были в работе Общества неудачными (убыточными), интегральные результаты его деятельности на больших периодах времени вполне убедительны.
|                         | Собрано страховых премий | Выплачено страховых возмещений за пожары | Выплачено дивидендов | Средний дивиденд на акцию |
| Период                  | (млн.руб.)               | (млн.руб.)                               | (млн.руб.)           | (%)                       |
| ----------------------- | ------------------------ | ---------------------------------------- | -------------------- | ------------------------- |
| 1835-1885 годы (50 лет) | 48                       | 37                                       | 5                    | 7,5                       |
| 1835-1910 годы (75 лет) | н.д.                     | 104                                      | 8,5                  | 7,6                       |

## История упразднения

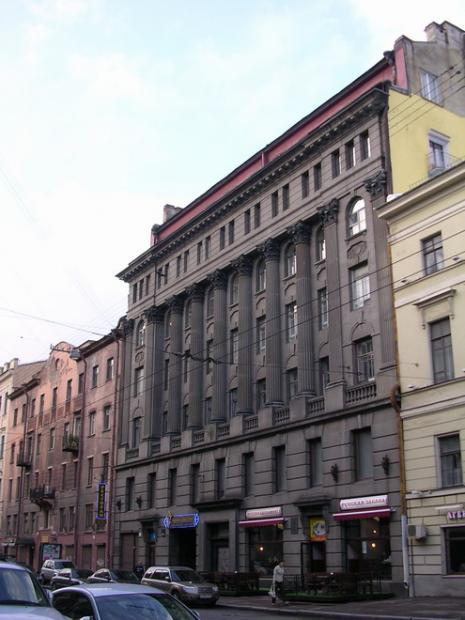
Доходный дом Второго страхового общества в Санкт-Петербурге, Гороховая ул., 3

Идея введения государственной монополии на страхование (а значит — ликвидации акционерных страховых обществ) начала активно обсуждаться в России в ходе Первой мировой войны, что было вызвано как реальными шпионскими скандалами (акционер страховой компании «Якорь» передал в Германию секретные сведения о застрахованном имуществе военного назначения), так — и в значительно большей степени — шпиономанией, охватившей все участвующие в этой войне страны.
Сильный удар по всем страховщикам Российской империи нанёс глубокий экономический кризис 1916—1917 гг., а после Октябрьской революции новой властью был взят курс на национализацию всей системы страхования. Национализация банков в 1917 году и изъятие из них страховых резервов парализовало работу российских страховых компаний. С декабря 1917 года на Президиуме Высшего Совета Народного Хозяйства начинает обсуждаться реформа страхования. 23 марта 1918 года был принят Декрет Совнаркома «Об установлении государственного контроля над всеми видами страхования, кроме социального», вводивший государственный контроль за страхованием. 9 июля того же года в «Известиях» (№ 173) вышла статья наркома по страхованию и борьбе с огнём М. Т. Елизарова «К вопросу о национализации страхового дела», а 28 ноября был выпущен Декрет Совнаркома «Об организации страхового дела в Российской Республике», в соответствии с которым страхование всех видов и форм объявлялось государственной монополией, все страховые общества национализированными, а страхование становилось достоянием Советской республики.

## В произведениях искусства и в объектах культурного наследия
- В кинофильме Николая Досталя «Монах и бес» (2016) есть сцена беседы императора Николая I с Бенкендорфом в одной из келей приютившего их на одну ночь монастыря, в ходе которой император выговаривает своему приближённому сановнику:

|  | ...однако же твоё попечительство Второму российскому страховому от огня обществу — ну это же дурной тон. Ты же лицо государственное и коммерческие интересы здесь явно лишние. |

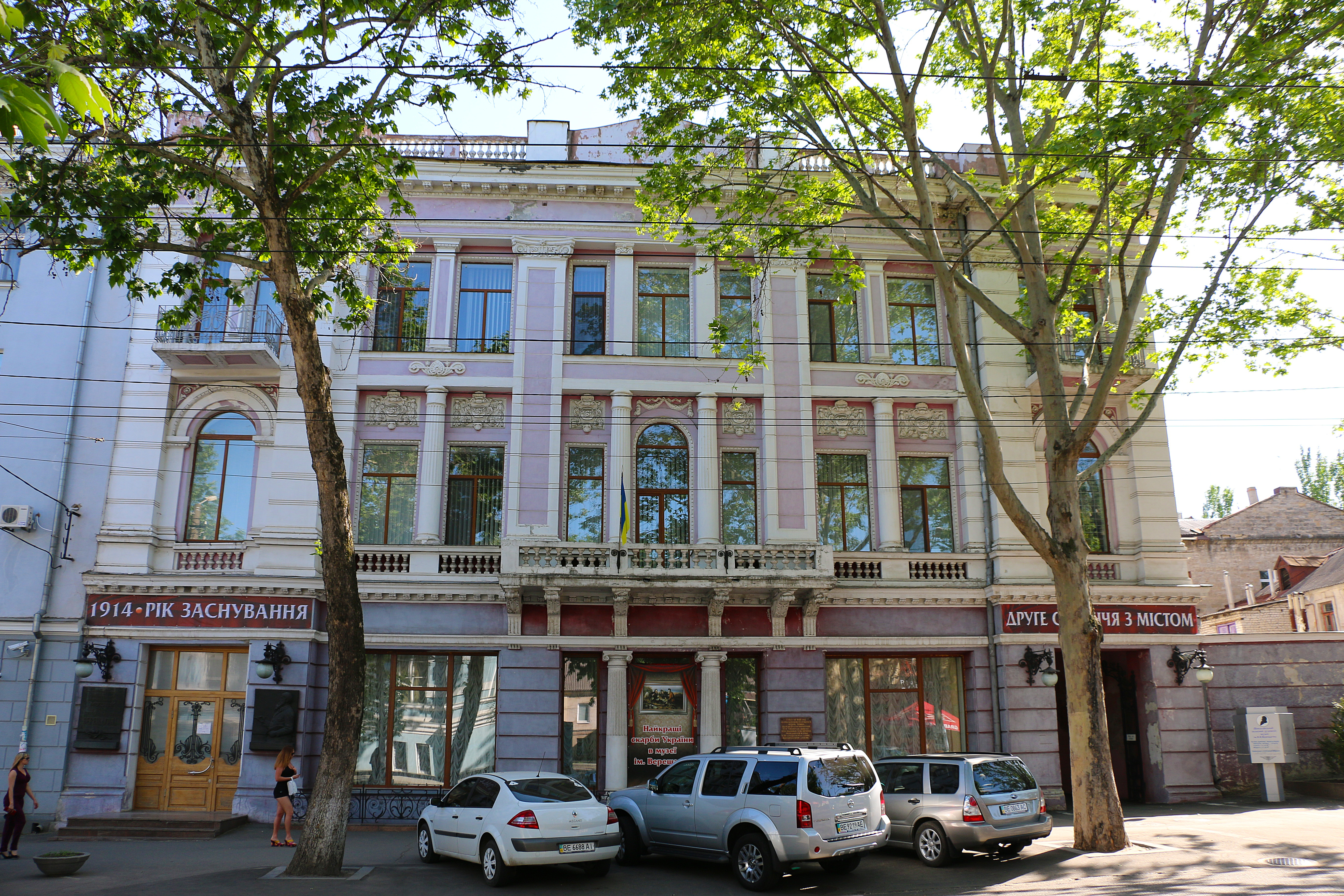
Бывшее здание Второго страхового общества в Николаеве, в наши дни - Николаевский областной художественный музей имени В. В. Верещагина

- В Санкт-Петербурге сохранился шестиэтажный доходный дом, принадлежавший Второму страховому обществу (Гороховая ул., д.3). Годы постройки — 1760-е, перестройка — 1912—1913, архитектор — А. В. Кенель, стиль — неокласицизм, включено в Единый государственный реестр объектов культурного наследия (памятников истории и культуры) народов Российской Федерации (рег.номер 781711299540005) в качестве объекта культурного наследия регионального значения [31][32]. До перестройки здание, выкупленное Обществом за 73 тыс. руб, было трёхэтажным, в нём с 1858 года располагалось правление и центральная контора Общества[17][33].
- В украинском городе Николаев (Большая Морская ул., 47) находится отлично сохранившийся (включая и оригинальные интерьеры) дом, принадлежавший в начале XX века Второму страховому от огня обществу. Год постройки — 1904, стиль — модернизированный неоренессанс. В настоящее время в этом историческом здании размещается Николаевский областной художественный музей им. В. В. Верещагина[34].